# Kanonslag
Et kanonslag er en kraftig pap-/papirbeholder med krudt. Det er cirka 10 til 15 centimeter langt, ofte sort og har en omtrent 4-5 centimeter lang lunte. Når kanonslaget antændes, brænder krudtet inde i røret, og det kraftige tryk får beholderen til at eksplodere. Der lyder et meget højt knald, som når en kanon affyres. 
Der sker ofte skader med dem, fordi de typisk eksploderer inden fem sekunder efter antændelsen, og en defekt ved kanonslaget kan forårsage en øjeblikkelig eksplosion. Andre skader opstår, når et kanonslag ikke er eksploderet umiddelbart og antages for at være en fuser. 